# Lodovico Dolce
Lodovico Dolce o Ludovico Dolce (Venecia, 1508 o 1510 - íd., 1568) fue un gramático, editor y escritor polemista italiano. 

## Biografía
Dolce nació en el seno de una antigua familia veneciana. Tuvo que dedicarse a la edición (con Gabriele Giolito), por tradición familiar. Asimismo se dedicó al teatro.
Se casó con una actriz teatral, Polonia, y tuvo dos hijos. Mantuvo relaciones con los escritores de su tiempo y se vinculó a las academias de entonces. Así estuvo en el círculo de Pietro Aretino, con el literato Niccolò Franco y con Girolamo Ruscelli. Tuvo cierto éxito con sus libros, aunque sin alcanzar a vivir de sus ventas.
Fue un polígrafo que trabajó a lo largo de su vida en 358 ediciones, muchas de ellas con textos traducidos por él. Destacan el Decamerón de Boccaccio (1552), el Canzoniere de Petrarca, y la Divina Commedia. De los recientes, es destacable su edición de Orlando Furioso.
Su Osservationi nella volgar lingua (1550), es uno de los tratados de gramática italiana del siglo XVII, que retoma y reorienta la famosa Prose della volgar lingua de Pietro Bembo (1525).

## Obra
- Sogno di Parnaso con alcune rime d'amore (1532)
- Il ragazzo (1541), comedia
- Hecuba (1543), tragedia
- Thyeste/Thieste (1543 y 1547)
- L'Istituzione delle donne {1545}
- Fabritia (1549), , comedia bajo influjo de Plauto.
- Giocasta  (1549), tragedia
- Libri delle osservationi nella volgar lingua (1550), en línea con las ideas de Bembo.
- Le trasformazioni (1553)
- Medea (1557)
- L'Aretino o Dialogo della pittura (1557)
- Dialogo dei colori (1565)
- L'Enea (1568)

## Ediciones críticas
- Lodovico Dolce, I quattro libri delle Osservationi, al cuidado de Paola Guidotti, Pescara, Libreria dell'Università Editrice, 2004
- Lodovico Dolce, Terzetti per le «Sorti». Poesia oracolare nell'officina di Francesco Marcolini, al cuidado de Paolo Procaccioli (Ludica: collana di storia del gioco, 6), Treviso-Roma, Fondazione Benetton Studi Ricerche-Viella, 2006
- Lodovico Dolce, Tieste, al cuidado de Stefano Giazzon, Turín, RES, 2010 (ISBN 978-88-85323-58-2)